# پشیشکوئیه
پشیشکوئیه، روستایی است از توابع بخش گلباف شهرستان کرمان در استان کرمان ایران.

## جمعیت
این روستا در دهستان جوشان  قرار داشته و براساس آخرین سرشماری مرکز آمار ایران که در سال ۱۳۸۵ صورت گرفته، جمعیت آن  ۲۴نفر (۷خانوار) بوده‌است.